# Prodoks
Prodoks (od Promotor Dobrej Książki) – wydawnictwo i księgarnia wysyłkowa założona przez Romana Kluskę.
Po 2008 roku księgarnia wysyłkowa prowadzona przez Gloria24.pl. 

## Historia
Prodoks Sp. z o.o. powstała w 2001 roku i zajmowała się promocją książek opartych na tradycyjnych wartościach, szczególnie chrześcijańskich. W roku 2005 firma Prodoks zaczęła wydawać Dobry Magazyn, który był połączeniem katalogu oraz magazynu skierowanego do czytelników szukających wartości chrześcijańskich w świecie.
Od stycznia 2008 roku dzięki porozumieniu pomiędzy Romanem Kluską a spółką cywilną „GLORIA24.pl – Tomasz Balon-Mroczka, Józef Dusza, Halina Marchut, Andrzej Sobczyk” ta druga została właścicielem marki prodoks.pl, a spółka Prodoks Sp. z o.o. została zlikwidowana (wykreślona z KRS) 25 października 2008 roku.